# Clematis pickeringii
Clematis pickeringii là một loài thực vật có hoa trong họ Mao lương. Loài này được A.Gray mô tả khoa học đầu tiên năm 1854.